# Fivesta
Fivesta（ファイブ・スタ）は、クレンチ&ブリスタの Clench（クレンチ）とMr.Blistah（ミスター・ブリスタ）、元Foxxi misQのDEM（デム）、jyA-Me（ヤミー）、No.5（ナンバー・ファイブ）の5人が結集した5つ星（★★★★★）スペシャルユニットの名称であり、2011年3月16日にVenus-B/キングレコードからリリースした1stアルバムのタイトル。

## 概要
別々の感情を抱く男女の別れ際の心情を綴った「最後のKISS」をリード曲に、レコチョククラブチャートを席巻し続けるシンガーSHIKATAを迎えたアッパースペイシーチューン「Star Flight feat. SHIKATA」が続き、クラブでの豊富な経験値に基づいたアガる曲や聴かせる曲など、それぞれの個性を最大限に引き出しあった9曲を収録。jyA-Me、DEMは共にクレンチ&ブリスタのアルバム『Peace to Lovers & Out Works』とレーベルメイトが集結したイベント「Venus-B Night 2010」に参加しており息もピッタリである。また、トラックメイカーNo.5のアルバム全体を通じての最先端の音色を用いた楽曲の統一性がアーティストカラーを構築している。

## メンバー
Clench（クレンチ）　担当：MC
Mr.Blistah（ミスター・ブリスタ）　担当：MC
jyA-Me（ヤミー）　担当：ボーカル
DEM（デム）　担当：ボーカル
No.5（ナンバー・ファイヴ）担当：プロデューサー、トラックメイカー

## 収録曲

### DISC 1 (CD)
1. 最後のKISS[5:17]
作詞：Clench、Mr.Blishta、DEM、JyA-Me、Rina Moon(高萩理奈)
作曲：EIGO
2. Star Flight feat. SHIKATA[4:17]
作詞：Clench、Mr.Blishta、DEM、JyA-Me、SHIKATA
作曲：SHIKATA、EIGO
3. Promise ～永遠の誓い～[4:27]
作詞：Clench、Mr.Blishta、DEM、JyA-Me
作曲：EIGO
4. Fivesta ～skit～[1:11]
作曲：EIGO
5. STOP THE TIME[4:50]
作詞：Clench、Mr.Blishta、DEM、JyA-Me
作曲：EIGO
6. 今でもI Love You[4;22]
作詞：Clench、Mr.Blishta、DEM、JyA-Me
作曲：EIGO、AJ(NAOMI YOSHIMURA)
7. Change my life[4:01]
作詞：Clench、Mr.Blishta
作曲：Clench、Mr.Blishta、EIGO
8. ギフト ～Love will go on～[1:46]
作詞：AJ(NAOMI YOSHIMURA)
作曲：AJ(NAOMI YOSHIMURA)、EIGO
9. 出会えたキセキ[4:06]
作詞：Clench、Mr.Blishta、DEM、JyA-Me
作曲：EIGO、AJ(NAOMI YOSHIMURA)

### DISC 2 (DVD)
1. [MUSIC CLIP]最後のKISS[5:14]